# Lietuvos dujos
Lietuvos dujos est une entreprise lituanienne fondée en 1961, et faisant partie de l'OMX Vilnius, le principal indice de la bourse de Vilnius. Lietuvos dujos est la principale entreprise de distribution et de transport de gaz naturel du pays. E.ON Ruhrgas, Gazprom et le fonds de propriété de l'État lituanien en sont les principaux actionnaires.